# Eugenia Bustabad
Eugenia Bustabad García (ur. 5 lipca 1991) – hiszpańska zapaśniczka walcząca w stylu wolnym. Zajęła dziewiętnaste miejsce na mistrzostwach świata w 2017. Piąta na mistrzostwach Europy w 2016. Złota medalistka mistrzostw śródziemnomorskich w 2016 i srebrna w 2015. Dwunasta na igrzyskach europejskich w 2015. Zajęła jedenaste miejsce na Uniwersjadzie w 2013 roku. Zawodniczka Uniwersytetu Complutense w Madrycie.